# بيكونتري (محطة مترو أنفاق لندن)
بيكونتري (بالإنجليزية: Becontree)‏ هي إحدى محطات مترو أنفاق لندن. تقع على خط ديستريكت أفتتحت في المنطقة (Zone) رقم 5 أفتتحت في 28 يونيو 1926، 18 يوليو 1932.